# Mamitu Gashe
Mamitu Gashe (Etiòpia, 1946) és una cirurgiana de fístules etíop.
La història de Mamitu comença quan era una adolescent analfabeta de 15 anys, en una remota aldea etíop que era inaccessible, atesa la falta de camins i metges en les rodalies. Va contraure matrimoni amb una home de la localitat, es va quedar embarassada i després de tres dies de part va caure inconscient i el seu nadó va néixer mort.
Mamitu va ser molt afortunada, ja que la van dur a un hospital d'Addis Abeba, que li va oferir cirugia gratuïta, per part d'una parella de ginecòlegs casats, provinents d'Austràlia, Reginald i Catherine Hamilton. Després d'aquesta operació, Mamitu va obtenir una feina fent llits a l'hospital. Llavors va començar a ajudar com a assistent d'operacions i després d'un parell d'anys observant, el Reg li va demanar que tallés alguns punts de sutura. Amb el temps, Mamitu va dur a terme de forma rutinària tota la reparació de la fístula per sí sola.
Quan tenia 60 anys, i malgrat no haver rebut educació formal, era una de les millors cirugianes de fístules de l'hospital, a causa de l'elevat nombre d'aquest tipus d'operació que es fan en el país: la malnutrició i una pelvis poc desenvolupada encara en l'adolescència solen provocar fístules en el primer embaràs. A més, sovint entrena doctors recent graduats.
L'any 2018 va ser afegida en la llista 100 Women BBC, que aplega les 100 dones més influents de l'any.